# Ndzingeni
Ndzingeni ist ein Inkhundla (Verwaltungseinheit) im Norden der Region Hhohho in Eswatini. Das Inkhundla ist 291 km² groß und hatte 2007 gemäß Volkszählung 19.115 Einwohner.

## Geographie
Das Inkhundla liegt im Norden der Region Hhohho an der Hauptstraße MR 2 östlich von Piggs Peak. In dem Gebiet wird hauptsächlich Forstwirtschaft betrieben.

## Gliederung
Das Inkhundla gliedert sich in die Imiphakatsi (Häuptlingsbezirke) Bulandzeni, Kwaliweni/Nkonyeni, Ludlawini, Meleti, Mgungundlovu, Mvuma, Ndzingeni, Nkamanzi und Ntsanjeni.